# Werft

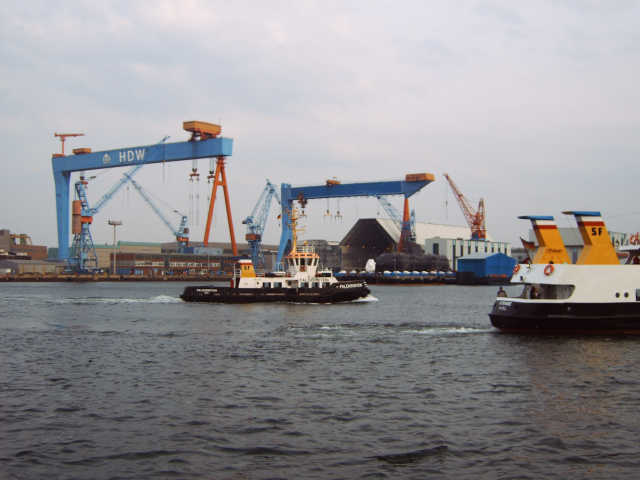
Die HDW-Werft in Kiel

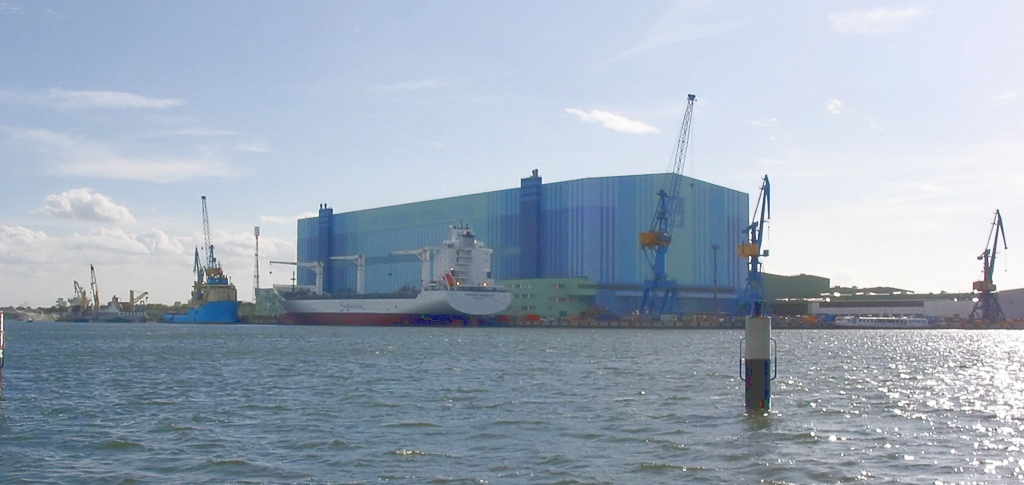
Die ehemalige Volkswerft in Stralsund

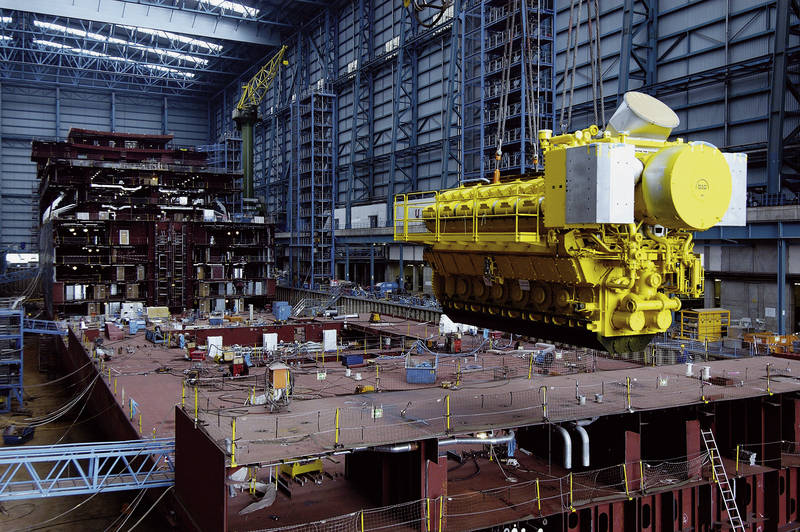
Werfthalle von innen: Schiffsdieselmotor im Wartezustand vor dem Einbau in ein Schiff

Eine Werft (alt-niederl./friesl.: Der am Wasser baut, siehe auch: Warft) ist sowohl ein Kleinbetrieb als auch ein Industrie-Unternehmen zum Bau, dann auch Bauwerft genannt, zur Wartung sowie zur Reparatur von Booten und Schiffen der unterschiedlichsten Nutzungen und Größenordnungen.

## Allgemeines

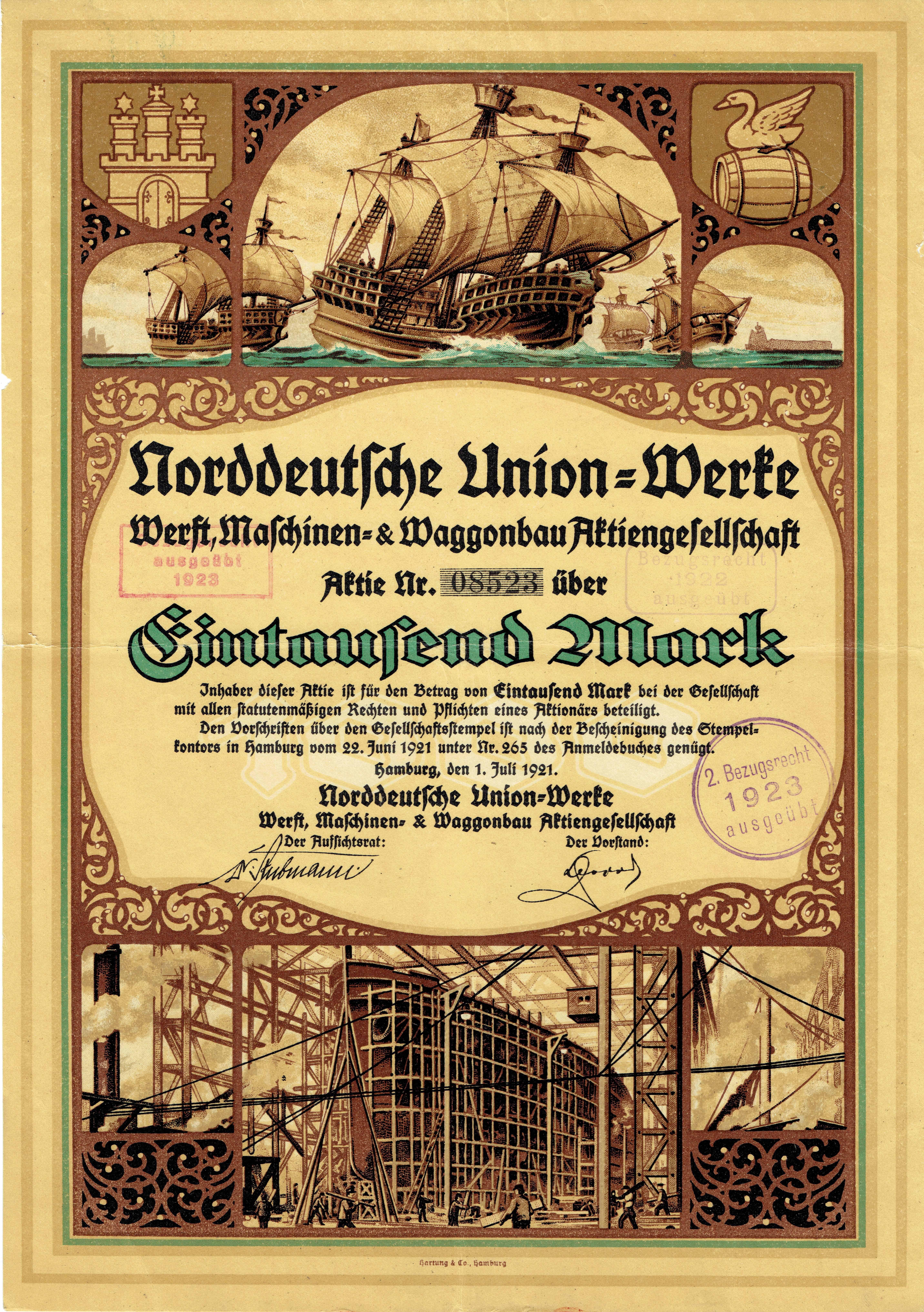
Darstellung einer Werft auf der Aktie der Norddeutschen Union-Werke vom 1. Juli 1921

Bis Anfang des 20. Jahrhunderts wurde als die oder das Werft auch ein Flussufer bezeichnet, das für den Handel, Reparatur und Bau von Schiffen eingerichtet war.
Mit der einsetzenden Entwicklung großer Luftschiffe und Flugzeuge wurde der Begriff Werft auch auf Anlagen zur Produktion und Grundinstandsetzung im Luftschiffbau (Luftschiffwerft) und Flugzeugbau (Flugzeugwerft) übertragen.
Der klassische Schiffbauplatz einer Werft ist die Helling oder der Helgen. Heutzutage werden Schiffe auf vielen Werften auf überdachten Bauplätzen oder in einer Schiffbauhalle, teilweise in überdachten oder geschützten Baudocks gebaut.
Jedes Schiff erhält bei Baubeginn eine Bau-Nr. (Baunummer). Dies ist meist eine fortlaufende Zahl, welche die jeweilige Anzahl der bisher auf der Werft gebauten Schiffe angibt. Es gibt aber auch Werften, die zum Beispiel bei jeweils verschiedenen Bauserien analog auch neue Baunummernblöcke beginnen.
Neben dem Bau werden von Werften ebenso Reparaturen und Umbauten sowie Instandhaltungsmaßnahmen an Schiffen durchgeführt. Auch dabei müssen Schiffe oft in Schwimm- oder Trockendocks trockengelegt werden, sofern bei kleineren Fahrzeugen hierfür nicht Slipanlagen oder Kräne eingesetzt werden.
Werftbetriebe sind zumeist auf bestimmte Arten von Schiffen und Booten ausgerichtet. So wird nach den Typen von Wasserfahrzeugen unterschieden zwischen
- Bootswerften – für kleinere Fahrzeuge
- Binnenschiffswerften – für Binnenschiffe
- Seeschiffswerften – für Seeschiffe

Diese sind zum Teil wiederum auf spezielle Schiffstypen spezialisiert. Auch kann der Schwerpunkt der Tätigkeit einer Werft ganz oder teilweise in den Bereichen Bau, Reparatur, Wartung oder Umbau liegen.
Diese Aufgaben werden für Kriegsschiffe zum Teil in Marinearsenalen ausgeführt.
Die Zerlegung von Schiffen erfolgt oft in darauf spezialisierten Abwrackwerften.

## Geschichte

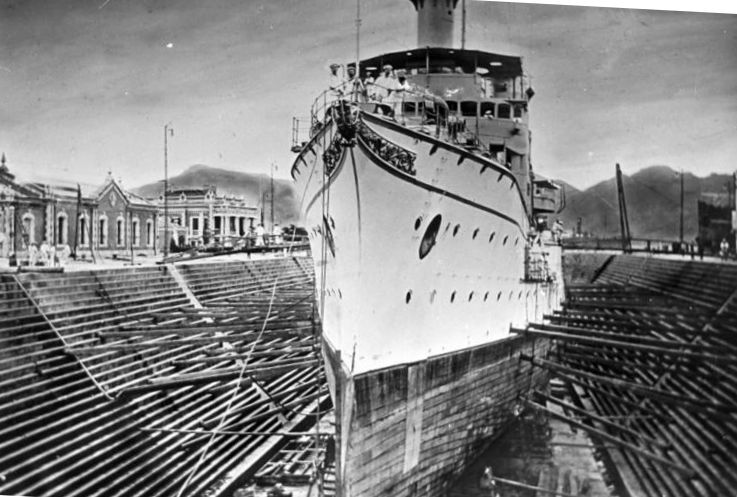
Die Vulkan Werft in Stettin, 1898

Die ersten Werften, auf denen Schiffe in Serie entstanden, wurden vermutlich von den Karthagern und Phöniziern erbaut. Später hatten die Römer ausgedehnte Werftkomplexe, vor allem zum Bau von Galeeren. In der Antike war bereits das Trockendock bekannt.
Im Mittelalter erfolgte der Bau von Schiffen jedoch in Werften an Land. Die ersten sicher archäologisch nachgewiesenen und noch heute existierenden Trockendocks entstanden unter Zheng He in Nanjing, China, zum Bau der legendären Schatzschiffe Anfang des 15. Jahrhunderts. Mit dieser Entwicklung wurde der Bau großer, etwa 70 m langer Dschunken möglich. In Europa wurde ein Trockendock erstmals 1495 in Portsmouth gebaut und angewandt.
Für Reparaturzwecke erfand 1839 der amerikanische Ingenieur Gilbert das Schwimmdock. Schwimmdocks funktionieren ähnlich wie U-Boote: Zum Einfahren der Schiffe werden sie geflutet und tauchen so weit ab, dass das zu reparierende Schiff einfahren kann. Anschließend wird das Wasser aus den Tanks herausgepumpt oder mit Pressluft herausgedrückt, so dass das Schwimmdock mit dem Schiff so weit auftaucht, dass der Boden trocken ist. Neue Schiffe werden zunehmend in großen, geschlossenen Hallen gebaut.
Vom 16. Jahrhundert bis in die Mitte des 20. Jahrhunderts befanden sich die größten Werften zunächst in Europa, dann auch in Nordamerika.
Im Zuge der sogenannten Werftenkrise wurden in Europa Schiffbaukapazitäten abgebaut, die größten Werftkapazitäten entstanden nun in Japan, Südkorea und China.
Die drei großen Werften Blohm & Voss, Hamburg, Deutsche Nordseewerke, Emden (beide ThyssenKrupp Werften) und HDW wurden am 5. Januar 2005 zusammengeschlossen. Dazu übernahm der Thyssen-Krupp-Konzern, der bereits Eigentümer von Blohm & Voss und der Nordseewerke war, die HDW vom US-Finanzinvestor One Equity Partners. Im Rahmen der Übernahme bekamen die Amerikaner 25 Prozent am neuen Verbund und 240 Millionen Euro in bar. Damit ist insbesondere die U-Boot-Technologie der HDW für die deutschen Standorte gesichert.
Lastadie:
Im Mittelalter wurden Werften auch als Lastadie bezeichnet. Als Lastadie werden teilweise auch hafenähnliche Einrichtungen bezeichnet.

## Bekannte Werften

### Deutschland

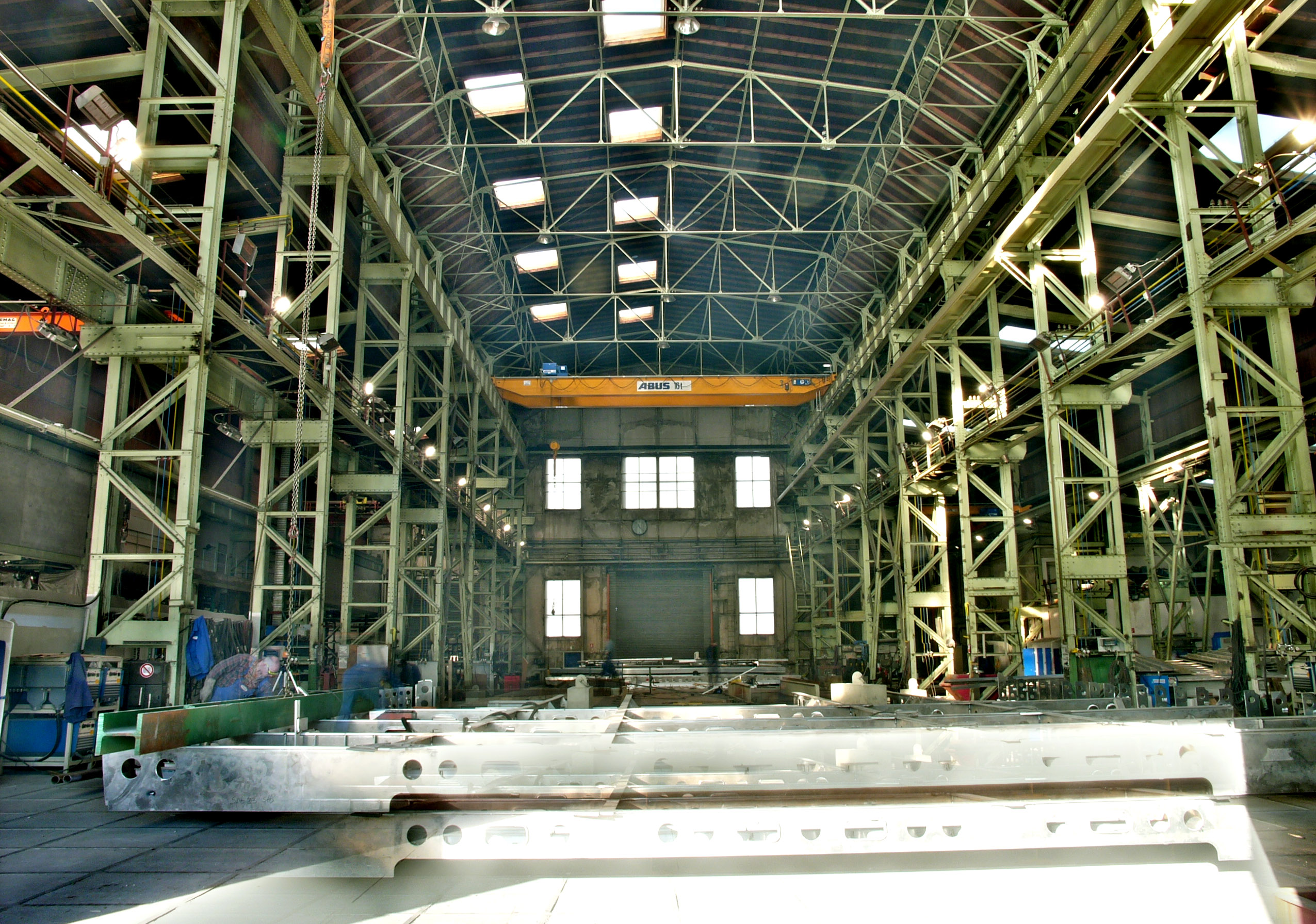
Werfthalle Schichau Seebeck, Bremerhaven

Nach Angaben des Statistischen Bundesamtes machten alle Schiffs- und Bootsbauwerften in Deutschland 2012 zusammengerechnet einen Umsatz von etwa 5 Mrd. Euro. 72 % davon waren Exporte. Im Jahresdurchschnitt wurden etwa 18.000 Arbeitnehmer beschäftigt; knapp 2 % weniger als 2011.
Korea baute 2011 weltweit 44 % aller Neubauten (gemessen in CGT); 2012 waren es nur noch 29 %. China baute 2012 35 % (19,7 Millionen CGT); Japan 8,4 Mio. CGT.
Im Mai 2017 meldete der VSM (Verband für Schiffbau und Meerestechnik), der Auftragsbestand des deutschen Schiffbaus sei um 42 Prozent auf einen Rekordwert von 18,4 Milliarden Euro gestiegen.

#### Baden-Württemberg
- Bodan-Werft, Kressbronn am Bodensee (stillgelegt 2011)
- Schiffs- und Maschinenbau AG Mannheim, Mannheim (stillgelegt)
- Schiffswerft Karcher, Freistett

#### Bayern
- Bavaria Yachtbau, Giebelstadt
- Deggendorfer Werft und Eisenbau, Deggendorf (Werftbetrieb stillgelegt)
- Donau-Werften Regensburg (stillgelegt)
- Erlenbacher Schiffswerft Maschinen- & Stahlbau, Erlenbach am Main
- Schiffswerft Johann Hupp, Eibelstadt (stillgelegt)
- Schiffswerft Neckermann & Hofmann, Würzburg (stillgelegt)

#### Berlin
- Deutsche Industriewerke, Spandau
- Teltow-Werft, Zehlendorf (stillgelegt 1962)

#### Brandenburg
- Werft Malz GmbH, Oranienburg

#### Bremen
weitere in Bremer Werften und Werften in Bremerhaven
- Adler Werft, Bremerhaven (stillgelegt 1977)
- Bredo (Bremerhavener Dock, seit 1996 auch eigene Reparatur- und Umbauarbeiten)
- Bremer Vulkan (stillgelegt 1997)
- Fr. Lürssen Werft GmbH & Co. KG, Bremen-Vegesack
- Lloyd Werft Bremerhaven, Bremerhaven (insbes. Reparatur, Umbau und Erweiterung)
- MWB Motorenwerke Bremerhaven AG, Bremerhaven (seit 1957; Reparatur und Motoren-Instandsetzung)
- Rickmers-Werft, Bremerhaven (ab 1834, heute Rickmers Lloyd Dockbetrieb, Reparaturen und Umbauten)
- Schichau Seebeck Shipyard GmbH, Bremerhaven (stillgelegt 2009)
- Tecklenborg, Bremerhaven (stillgelegt)
- AG Weser (stillgelegt 1983)

#### Hamburg
weitere in Werften in Hamburg
- Blohm + Voss GmbH, Hamburg-Steinwerder seit 1877
- Deutsche Werft, Finkenwerder (1967 Fusion zur HDW, stillgelegt 1973)
- Howaldtswerke Hamburg (1967 Fusion zur HDW, stillgelegt 1985)
- Howaldtswerke-Deutsche Werft (HDW) Hamburg (1985 Aufgabe des Hamburger Standortes)
- Janssen & Schmilinsky (1928 Verkauf an Howaldtswerke)
- Köhlbrandwerft (1938 „arisiert“, stillgelegt 1958)
- Norderwerft Steinwerder, Reiherstieg, seit 1906
- Pella Sietas ehem. J.J. Sietas Schiffswerft GmbH u. Co., Hamburg-Neuenfelde, seit 1635
- H. Rancke, Hamburg-Neuenfelde (1968 Verkauf an J. J. Sietas)
- Reiherstieg-Werft (1927 Übernahme durch Deutsche Werft, stillgelegt 1983)
- Schiffswerft W. Holst, Hamburg-Neuenfelde (1960 Verkauf an J. J. Sietas)
- Schlieker-Werft (geschlossen 1962)
- Stülcken-Werft (stillgelegt 1966)
- Vulkanwerft (1930–1985: Howaldtswerke, ab 1986: Blohm + Voss, Ross Industrie GmbH, stillgelegt 1987)
- Gustav Wolkau, Hamburg-Wilhelmsburg (stillgelegt 1975)

#### Hessen
- Cytra, Darmstadt (Betrieb 1998 eingestellt)
- Schiffswerft Philipp Ebert und Söhne, Neckarsteinach
- Schiffswerft Christof Ruthof, Mainz-Kastel (Betrieb 1976 eingestellt)
- Werft Gustavsburg, Ginsheim-Gustavsburg (Betrieb 1989 eingestellt)

#### Mecklenburg-Vorpommern
- Elbewerft Boizenburg, Boizenburg/Elbe (stillgelegt 1997)
- HanseYachts, Greifswald
- Marinearsenal Warnowwerft, Rostock
- Neptun Werft, Rostock
- Peene-Werft, Wolgast
- Schiffswerft Barth, Barth
- Tamsen Maritim, Rostock
- Thyssenkrupp Marine Systems Wismar, Wismar (ehemals: MV Werften Wismar, Nordic Yards Wismar, Wadan Yards MTW, Aker MTW Werft)
- Vilm Yachts, Rügen
- Volkswerft Stralsund, Stralsund (1948–2010; seit Januar 2022 Maritimer Industrie- und Gewerbepark Volkswerft; ehemals: P+S-Werften (2010–2014), Nordic Yards Stralsund (2015–2016) und zuletzt MV Werften Stralsund (2016–2022))

#### Niedersachsen
weitere auch in Werften an der Unterweser
weitere auch in Werften in Cuxhaven
siehe auch Schiffbau in Ostfriesland und Papenburg
- Abeking & Rasmussen Schiffs- und Yachtwerft GmbH & Co. KG, Lemwerder
- Heinrich Brand Schiffswerft, Oldenburg (stillgelegt)
- Cassens-Werft GmbH, Emden
- Elsflether Werft, Elsfleth
- Fassmer GmbH & Co. KG (Schiffbau, Rettungsbootsbau, Anlagenbau und Faserverbundtechnik), Berne
- Detlef Hegemann Rolandwerft GmbH & Co. KG, Berne, Warfleth, Hegemann-Gruppe
- J. H. Jacobs, Moorrege (stillgelegt 1959)
- Neue Jadewerft GmbH, Wilhelmshaven (gegründet 1948 als Jadewerft, nach 1979 als Neue Jadewerft)
- Martin Jansen GmbH & Co. KG, ehemalige Werft in Leer (Ostfriesland)
- Meyer Werft GmbH, Papenburg (insbesondere Kreuzfahrtschiffe)
- Mützelfeldtwerft GmbH, Cuxhaven (gegründet 1895; insbesondere Bau von Schleppern).
- Nordseewerke Emden Shipyard GmbH, Emden (ehemaliges Tochterunternehmen von ThyssenKrupp Marine Systems)
- Schulte & Bruns Werft, Emden (stillgelegt 1979)
- Stader Schiffswerft, Stade (stillgelegt 1976)
- Hermann Sürken, Papenburg (stillgelegt 1992)

#### Nordrhein-Westfalen
- Büsching & Rosemeyer, Uffeln bei Vlotho a. d. Weser (stillgelegt 1984)
- Rosemeier Schiffbau GmbH, Minden[9]
- Heinrich Harbisch Schiffswerft, Duisburg
- Kölner Werft GmbH & Co. Schiffbau KG, Ewald Berninghaus, Köln (stillgelegt 1976)
- Lux-Werft, Mondorf (Niederkassel)
- Meidericher Schiffswerft GmbH & Co. KG, Duisburg
- Neue Ruhrorter Schiffswerft GmbH, Duisburg-Ruhrort
- Schiffswerft Fritz Figge GmbH & Co KG, Dortmund (stillgelegt 2009)[10]
- Schiffswerft Jean Stauf, Königswinter (historisch 1902–1967)
- Triton Werft Jacobs Formstahl GmbH, Duisburg-Ruhrort

#### Rheinland-Pfalz
- Bachmann & Johanny, Sankt Goar
- Neue Germersheimer Schiffswerft
- Schiffswerft Gebrüder Elsner, Koblenz
- Schiffswerft Hilgers Rheinbrohl
- Schiffswerft Hans Boost, Trier
- Rheinwerft Mainz-Mombach, Mainz

#### Sachsen
- Dresdner Maschinenfabrik und Schiffswerft Übigau, Binnenwerft der Gesellschaft „Kette“
- Schiffswerft Laubegast, ehemalige Werft Blasewitz gegr. 1855

#### Sachsen-Anhalt
- Roßlauer Schiffswerft GmbH und Co. KG, Roßlau
- Schiffswerft Bolle GmbH, Derben
- Schiffswerft Hermann Barthel GmbH, Derben
- Schiffswerft Georg Placke, Aken (historisch 1795–2014)
- SET Schiffbau- u. Entwicklungsgesellschaft Tangermünde, Tangermünde und Genthin

#### Schleswig-Holstein
- Büsumer Werft, Büsum (stillgelegt)
- Flender-Werke, Lübeck (stillgelegt)
- Flensburger Schiffbau-Gesellschaft mbH & Co. KG, Flensburg
- Howaldtswerke-Deutsche Werft (HDW), Kiel (insbesondere U-Boot-Bau)
- Hitzler Werft, Lauenburg/Elbe (Versorgungsschiffe, Patrouillenboote)
- Husumer Schiffswerft, Husum (stillgelegt 1986)
- Kremer-Werft, Elmshorn (stillgelegt 1978)
- Kröger-Werft, Schacht-Audorf (seit 1928, gehört seit 1985 zur Lürssen-Gruppe)
- Lindenau, Kiel-Friedrichsort (seit 1919; zuletzt Doppelhüllentanker)
- Nobiskrug GmbH, Rendsburg
- Peters Werft, Wewelsfleth (seit 1871)
- Schiffswerft von Henry Koch AG, Lübeck (stillgelegt)

## International

### Australien
- Austal, Henderson und Margate

### Bahrain
- Arab Shipbuilding and Repair Yard (Asry), Al-Hidd

### Chile
- Astilleros y Maestranzas de la Armada (ASMAR)

### China
Die Werften Chinas gehören hauptsächlich zu zwei staatlichen Konzernen mit insgesamt rund 255.000 Mitarbeitern:
- China State Shipbuilding Corporation (CSSC), mit den Werften im Süden des Landes, Schwerpunkte Schanghai und Guangzhou darunter
  - Guangzhou-Shipyard
  - Hudong-Zhonghua-Shipbuilding
  - Jiangnan Shipyard

- China Shipbuilding Industry Corporation (CSIC), die Werften im Norden darunter
  - Bohai Shipbuilding
  - Dalian New Shipyard
  - Dalian Shipyard
  - Waigaoqiao Shipbuilding am Jangtsekiang

Auf der Insel Chanxing im Jangtsekiang-Delta entsteht (2007) auf einer Länge von 8 Kilometern die größte Werft der Welt, in der in sieben Docks gleichzeitig Schiffe der Größe Supertanker gebaut werden können.
- Tsingtauer Werft, Qingdao (historisch, 1911–1914)
- Ulderup & Schlüter, Hongkong (historisch, 1906–1914)

### Dänemark
- LM Yachting, in Lunderskov (LM 27)
- Nordborg Baadebyggeri A/S, Nordborg
- Odense Lindö Yard, Odense

### Finnland
- Arctech Helsinki in Helsinki
- Meyer Turku in Turku (ehemals: STX Europe/STX Finland)
- Nautor in Jakobstad

### Frankreich
- Chantiers de l’Atlantique, Saint-Nazaire

### Griechenland
- Hellenic Shipyards, Chaidari

### Italien
- Cantiere Navale Visentini
- Fincantieri – Cantieri Navali Italiani, Triest (größtes Schiffbau-Unternehmen Europas)
- Ferretti Group
- Perini Navi

### Japan
- Bulk Carriers Shipyard in Kure
- Ōshima Zōsenjo (Oshima Shipbuilding) in Ōshima
- Imamura in Kure
- Teraoka Werft in Nandan

### Kanada
- A. F. Theriault Shipyard in Digby County, Nova Scotia
- ABCO Industries in Lunenburg, Nova Scotia
- Allied Shipbuilders in Vancouver, British Columbia
- Canoe Cove Manufacturing Ltd. in North Saanich, British Columbia
- Chantier Davie Canada Inc. in Lévis bei Quebec-Stadt
- Glovertown Shipyard Ltd. in Glovertown, Neufundland und Labrador
- Halifax Shipyard in Halifax, Nova Scotia
- Hike Metal Products Ltd. in Wheatley, Ontario
- Industries Océan inc. und Groupe Océan inc. in Quebec-Stadt
- Irving Shipbuilding Inc. in Halifax, Nova Scotia
- MetalCraft Marine (MCM) in Kingston, Ontario
- Newdock Dockyard Ltd. in St. John’s, Neufundland und Labrador
- Pictou Shipyards in Pictou County, Nova Scotia
- Port Weller Dry Docks am Welland Canal beim Ontario-See (Insolvenz in 2015)
- Seaspan Marine Corporation in Vancouver, British Columbia
- Shipyard Families Alliance Inc. in Marystown, Neufundland und Labrador
- Toronto Drydock Ltd. in Toronto, Ontario
- Vito Steel Boat & Barge Construction Ltd. in Vancouver, British Columbia

### Kroatien

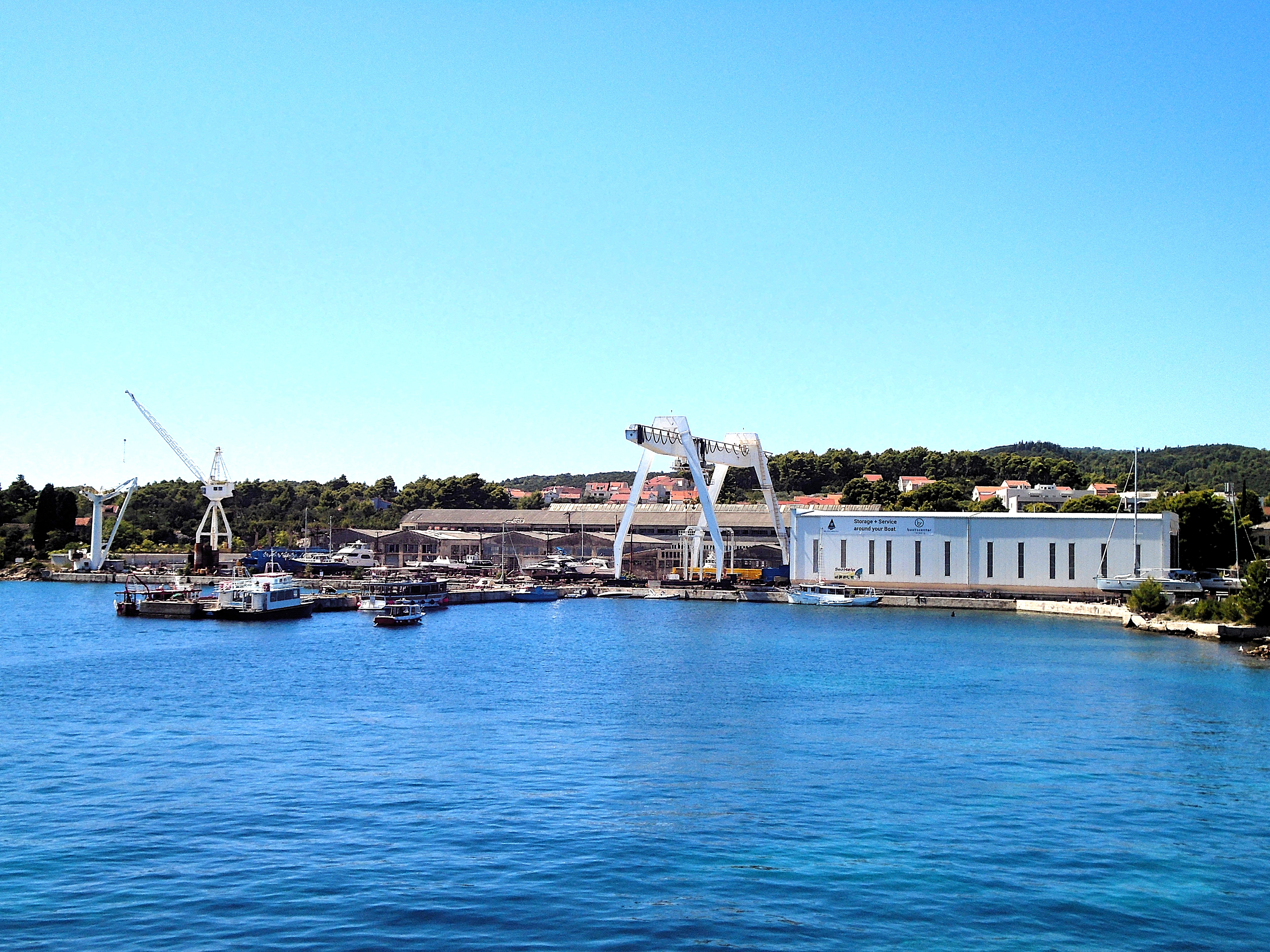
Reparatur-Werft Leda in Korčula

- 3. maj (Rijeka)
- Brodosplit (Split)
- Brodotrogir (Trogir)
- Greben (Vela Luka, Korčula)
- Inkobrod (Korčula, Korčula)
- Kraljevica (Kraljevica)
- Leda (Korčula, Korčula)
- Radež (Blato, Korčula)
- Uljanik (Pula)
- Viktor Lenac (Rijeka)

### Niederlande
- Amels, Makkum
- Amsterdamsche Droogdok Maatschappij, Amsterdam (stillgelegt)
- Bodewes Binnenvaart, Millingen am Rhein
- Bodewes Shipyards, Hoogezand
- Damen Schelde Naval Shipbuilding
- De Gerlien van Tiem, Druten
- De Haan & Oerlemans, Heusden (historisch 1911–1954)
- Feadship, Kaag
- Koninklijke Niestern Sander, Delfzijl
- Linssen Yachts B.V., Maasbracht
- Machinefabriek en Scheepswerf van P. Smit Jr., Rotterdam (stillgelegt)
- Nederlandsche Dok en Scheepsbouw Maatschappij, Amsterdam (stillgelegt)
- Nederlandse Scheepsbouw Maatschappij, Amsterdam (stillgelegt)
- Oceanco, Alblasserdam
- Rijn-Schelde Machinefabrieken en Scheepswerven, Rotterdam (stillgelegt)
- Rijn-Schelde-Verolme Machinefabrieken en Scheepswerven, Rotterdam (stillgelegt)
- Rotterdamsche Droogdok Maatschappij, Rotterdam (stillgelegt)
- Royal IHC, Kinderdijk
- Shipyard De Hoop, Lobith und Foxhol
- Van der Giessen-De Noord, Krimpen a/d IJssel (stillgelegt)
- Verolme Verenigde Scheepswerven, Rotterdam (stillgelegt)
- Werf De Noord, Alblasserdam (stillgelegt)
- Wilton-Fijenoord, Rotterdam (stillgelegt)

### Norwegen
- Akers mekaniske verksted (stillgelegt)
- Fosen Mekaniske Verksted
- Nylands mekaniske verksted
- Trondheim Mekaniske Verksted
- VARD AS (5 Werften)

### Österreich
- ÖSWAG-Werft, Linz

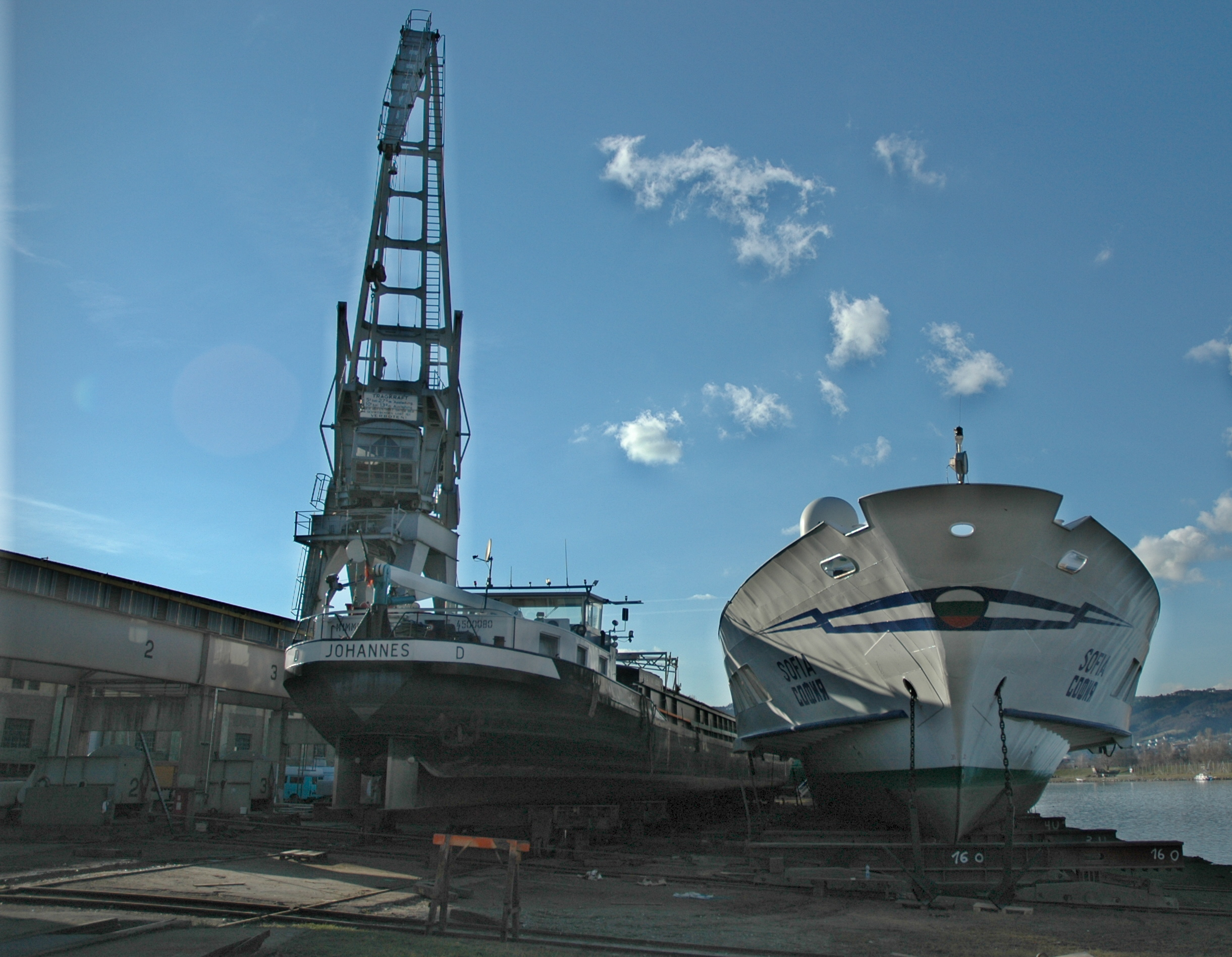
Helling mit aufgeslipten, in Reparatur befindlichem Fracht- und Passagierschiff.

- Schiffswerft Korneuburg (stillgelegt)
- Schiffswerft Klosterneuburg (stillgelegt)

### Polen
Gdańsk:
weitere auch in Liste der Werften in Danzig
- Gdańska Stocznia Remontowa SA – Reparaturwerft Danzig AG – Gdansk Shiprepair Yard
- Maritim Shipyard (gegr. 1992)
- Stocznia Gdańsk SA – Werft Danzig AG
- Stocznia Północna SA – Nordwerft AG
- Stocznia Wisła

Gdynia:
Modlin
- Stocznia Modlińska (1928–1939/45)
- Stocznia Remontowa "Nauta" SA – Reparaturwerft Nauta AG (gegr. 1927)
- Werft der Polnischen Kriegsmarine (?)

Szczecin/Stettin:
- Stocznia Szczecińska Nowa – Neue Stettiner Werft

### Portugal
- Estaleiros Mónica, Gafanha da Nazaré (1887–1981)
- Estaleiros Navais de Peniche, Peniche
- Estaleiros Navais de Viana do Castelo, Viana do Castelo (1944–2018)
- Estaleiros São Jacinto, Aveiro (1940–2007)
- H. Parry & Son, Lissabon (1855–1986)
- Navalria, Aveiro
- Samuel & Filhos, Vila do Conde
- West Sea, Viana do Castelo

### Rumänien
- Damen Shipyards Mangalia, Mangalia
- Damen Shipyards Galați, Galați
- Șantierul Naval Constanța, Constanța
- Șantierul Naval Giurgiu, Giurgiu
- Șantierul Naval Mangalia, Mangalia
- Șantierul Naval Tulcea, Tulcea
- Șantierul Naval Turnu Severin, Drobeta Turnu Severin
- Severnav Shipbuilding, Drobeta Turnu Severin
- Societatea Comerciala Navol, Oltenița
- Societatea Comerciala Severnav, Drobeta Turnu Severin
- VARD AS, Brăila (ehemals: STX Europe, ehemals: Aker)
- VARD AS, Tulcea (ehemals: STX Europe, ehemals: Aker)

### Schweiz
- Bootswerft Meinrad Helbling AG, Schmerikon
- Bootswerft Scheurer AG Nidau
- Escher Wyss & Cie, Zürich (stillgelegt)
- SBS-Werft, Romanshorn
- Shiptec AG, Luzern
- Sulzer, Winterthur (stillgelegt)
- ZSG-Werft, Zürich (Betriebswerft)

### Schweden
- Hallberg-Rassy
- Kockums
- Nimbus Boats, Västra Frölunda (Göteborg), Schweden
- Storebro Bruks, Storebro, Schweden

### Spanien
- Navantia

### Südkorea

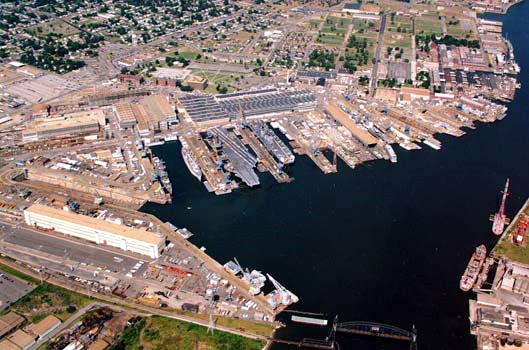
Norfolk Naval Shipyard

- Hyundai Heavy Industries (größte Werft der Welt), Ulsan
- Daewoo Shipbuilding & Marine Engineering (DSME)
- Samsung Heavy Industries
- STX Corporation

### TAIWAN
- China Ship Building Corporation, CSBC

### Türkei
- Aegean Yachts Shipyard
- Besiktas Shipyard
- Gemak Group
- Hat-San Shipyard
- Istanbul Shipyard
- Inebolu Shipyard
- Marinewerft Istanbul
- Marinewerft Gölcük
- Numarine
- Ozata Shipyard
- RMK marine
- Sefine Shipyard
- Su Marine Yachts Shipyard
- TK Tuzla Shipyard

### USA
- Austal, Mobile
- Avondale Shipyards
- Charleston Naval Shipyard
- Electric Boat
- Fore River Shipyard
- NASSCO
- Newport News Shipbuilding
- Norfolk Naval Shipyard
- Ingalls Shipbuilding
- Bath Iron Works
- Puget Sound Naval Shipyard

### Vereinigtes Königreich Großbritannien und Nordirland
- A. & J. Inglis, Glasgow (stillgelegt)
- Ailsa Shipbuilding Company, Troon (stillgelegt)
- Appledore Shipbuilders, Appledore (Devon)
- Austin & Pickersgill, Sunderland (stillgelegt)
- BAE Naval Systems, River Clyde
- BAE Submarine Systems Barrow-in-Furness
- Bartram & Sons, Sunderland (stillgelegt)
- Blyth Dry Docks & Shipbuilding Company (stillgelegt)
- British Shipbuilders Corporation (stillgelegt)
- Caird & Co., Greenock (stillgelegt)
- Cammell, Laird & Company, Birkenhead
- Charles Connell & Company (stillgelegt)
- Clelands Shipbuilding Company (stillgelegt)
- William Doxford & Sons, Sunderland (stillgelegt)
- Fairfield Shipbuilders (stillgelegt)
- Ferguson Shipbuilders (stillgelegt)
- Govan Shipbuilders (stillgelegt)
- Griffon Hovercraft, Southampton
- Hall, Russell & Company (stillgelegt)
- Harland & Wolff, Belfast
- Hawthorn, Leslie & Company
- John Brown & Company, Clydebank (stillgelegt)
- John Priestman & Company, Sunderland (stillgelegt)
- Laird Brothers, Birkenhead (stillgelegt)
- Richardson, Duck & Company, Thornaby-on-Tees (stillgelegt)
- Ropner Shipbuilding, Stockton-on-Tees (stillgelegt)
- Smiths Dock Company (stillgelegt)
- Upper Clyde Shipbuilders (stillgelegt)
- VT Group
- Wallsend Slipway & Engineering Company (stillgelegt)
- Workman, Clark, Belfast (stillgelegt)
- Yarrow Shipbuilders (stillgelegt)

### Vietnam
- VARD AS, Vũng Tàu

## Abweichende Wortbedeutung
Im namibischen Deutsch ist eine „Werft“ ein Wohngebiet von Afrikanern, in neuerer Zeit häufig in der Bedeutung von Slum, traditionell jedoch ohne diese Konnotation.